# Enemonzo
Enemonzo (furlanisch Enemonç) ist eine Gemeinde in der Region Friaul-Julisch Venetien in Friaul, Italien mit 1261 Einwohnern (Stand 31. Dezember 2023).

## Persönlichkeiten
- Ines Taddio (1928–2021), Sängerin und Schauspielerin